# FLOW 20th ANNIVERSARY SPECIAL LIVE 2023 〜アニメ縛りフェスティバル〜
『FLOW 20th ANNIVERSARY SPECIAL LIVE 2023 〜アニメ縛りフェスティバル〜』（フロウ・トゥエンティース・アニバーサリー・スペシャル・ライブ・2023  アニメしばりフェスティバル）は、日本のバンドFLOWのライブBlu-ray Discである。

## 収録内容

### DISC 1【BD】
1. Perfect Time
澤野弘之のカバー。原曲は、MBS・TBS系系アニメ『七つの大罪』劇中BGM
TAKE、GOT'S、IWASAKIによるインスト・カバーで、GRANRODEOのe-ZUKAが参加。
2. 7-seven- / FLOW×GRANRODEO
3. Howling / FLOW×GRANRODEO
4. アニメサイズメドレー（「Hey!!!」「WORD OF THE VOICE」「United Sparrows」「新世界」）
5. 優勝 feat. Afterglow / FLOW×美竹蘭 from Afterglow（CV：佐倉綾音）
6. Y.O.L.O！！！！！ / FLOW×美竹蘭 from Afterglow（CV：佐倉綾音）
Afterglowのカバー。原曲は、テレビアニメ『BanG Dream! 2nd Season』挿入歌
7. 風ノ唄
8. INNOSENSE
9. CHA-LA HEAD-CHA-LA / FLOW×影山ヒロノブ
影山ヒロノブのカバー。原曲は、フジテレビ系アニメ『ドラゴンボールZ』初代オープニングテーマ
10. SKILL / FLOW×影山ヒロノブ×GRANRODEO×美竹蘭 from Afterglow（CV：佐倉綾音）
JAM Projectのカバー。原曲は、PlayStation 2用ソフト『第2次スーパーロボット大戦α』主題歌
11. DAYS
12. ブレイブルー
13. 愛愛愛に撃たれてバイバイバイ / FLOW×Fly-N
14. Steppin' out / FLOW×REAL AKIBA BOYZ
15. DICE
16. COLORS
17. デイドリーム ビリーヴァー / FLOW×ORANGE RANGE
18. O2 / FLOW×ORANGE RANGE
ORANGE RANGEのカバー。原曲は、MBS・TBS系アニメ『コードギアス 反逆のルルーシュR2』前期オープニングテーマ
19. ビバ★ロック / FLOW×ORANGE RANGE
ORANGE RANGEのカバー。原曲は、テレビ東京系アニメ『NARUTO -ナルト-』3代目エンディングテーマ
20. NARUTO -ナルト- メドレー（「Re:member」「虹の空」）
21. Sign
22. GOLD
23. GO!!! / ALL CAST

■ 映像特典
1. Documentary of FLOW 20th ANNIVERSARY SPECIAL LIVE 2023 ～アニメ縛りフェスティバル～
2. FLOWデビュー20周年　クリエイターズ座談会 ※初回生産限定盤のみ
3. オーディオコメンタリー ※初回生産限定盤のみ

### DISC 2【CD】（初回生産限定盤のみ）
FLOW THE CARNIVAL 2023 ～NARUTO縛り～ (2023.12.14 KT Zepp Yokohama)
1. NARUTO Main Theme
六三四プロジェクトのカバー。原曲は、『NARUTO -ナルト-』劇中BGM
TAKE、GOT'S、IWASAKIによるインスト・カバー。
2. 遥か彼方
ASIAN KUNG-FU GENERATIONのカバー。原曲は、『NARUTO -ナルト-』2代目オープニングテーマ
3. ビバ★ロック
ORANGE RANGEのカバー。原曲は、『NARUTO -ナルト-』3代目エンディングテーマ
4. Re:member
5. ユラユラ
Hearts Growのカバー。原曲は、『NARUTO -ナルト-』9代目オープニングテーマ
6. Hero's Come Back!!
nobodyknows+のカバー。原曲は、『NARUTO -ナルト- 疾風伝』1代目オープニングテーマ
7. 流れ星〜Shooting Star〜
HOME MADE 家族のカバー。原曲は、『NARUTO -ナルト- 疾風伝』1代目エンディングテーマ
8. ブルーバード feat. ダイアナガーネット
いきものがかりのカバー。原曲は、『NARUTO -ナルト- 疾風伝』3代目オープニングテーマ
9. CLOSER
井上ジョーのカバー。原曲は、『NARUTO -ナルト- 疾風伝』4代目オープニングテーマ
10. Sign (Piano Ballad ver.)
11. 燈
12. 光追いかけて
13. Moshimo
ダイスケのカバー。原曲は、『NARUTO -ナルト- 疾風伝』12代目オープニングテーマ
14. 虹の空
15. シルエット
KANA-BOONのカバー。原曲は、『NARUTO -ナルト- 疾風伝』16代目オープニングテーマ
16. GO!!!
17. GOLD
18. カラノココロ
Anlyのカバー。原曲は、『NARUTO -ナルト- 疾風伝』20代目オープニングテーマ
19. Sign feat. ダイアナガーネット